# 于洪起

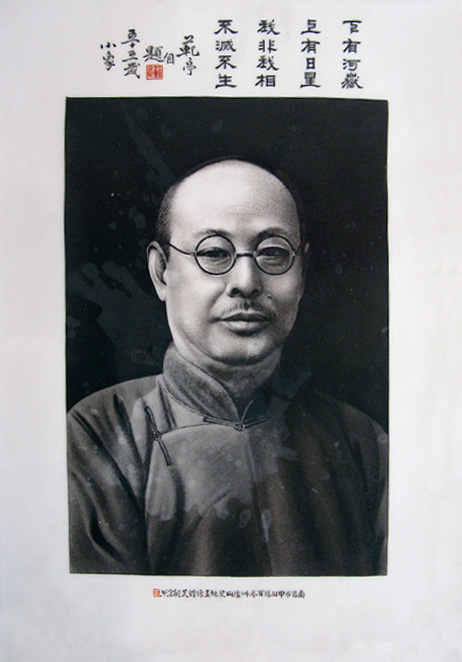

于洪起（1877年—1940年10月），字范亭，山东栖霞连家庄清河口村人。中国民主革命家、中华民国政治人物、书法家。

## 生平
1902年，于洪起入京师大学堂学习，1905年于洪起到日本留学，1905年同盟会成立后，于洪起和徐镜心、谢鸿焘、陈命官等山东留日学生加入。1907年，他回到家乡，任山东提学使司兼山东文莱学堂、山东优级师范学堂教习，并且和谢鸿涛在烟台共同创办东牟公学。1908年7月，于洪起等发起成立山东矿产保存会，反对德国侵占山东矿权。1909年，于洪起任山东谘议局秘书。1911年武昌起义爆发后，于洪起参加烟台独立。1912年，于洪起任山东都督胡瑛的顾问，并且担任南京临时参议院议员。1913年，他担任民元国会众议员议员。1915年，他参加了讨伐袁世凯活动。1917年，他担任护法国会众议院议员。1924年，他创办烟台先志中学并任校长。1928年，他担任江苏省政府秘书。1931年，他担任南京国民政府监察院监察委员。1940年10月病逝。
于洪起也是位书法家，书体以行楷参以魏碑，并且见长于草隶。